# Canadian pacer
Canadian pacer är en hästras från Kanada och USA som utvecklades från den Kanadensiska hästen som exporterades i stora mängder till USA för att utveckla nya hästraser. Pacerhästarna är "gaited" dvs. att de har en extra gångart utöver de tre normala. Idag finns inte många exemplar av rasen kvar och räknas för det mesta in i den kanadensiska hästen. 

## Historia
Under 1600-talet fördes hästar från Frankrike till Kanada av den franske kungen Ludvig XIV för att starta ett avelssystem i de kanadensiska kolonierna. Främst infördes anglonormandiska hästar, i grund och botten korsningar mellan olika normandiska arbetshästar och olika engelska raser som det engelska fullblodet, norfolktravare och olika halvblodshästar. Dessa hästar utvecklades med hjälp av lokala bönder till den kanadensiska hästen, en liten men förvånansvärt stark körhäst. Under slutet av 1700-talet och början av 1800-talet importerades de amerikanska Narragansett Pacer-hästarna för att få fram en lite större, "gaitad" vagnshäst, som kort och gott kallades canadian pacer. För att ytterligare öka på storleken hos hästarna korsade man in holländska större varmblodshästar och engelska fullblod. 
Canadian pacer användes som en ståtlig vagnshäst men en del skickades tillbaka till USA tillsammans med de vanliga kanadensiska hästarna där de användes för att utveckla andra hästraser, t.ex. tennessee walking horse, amerikansk travare och american saddlebred. Bland annat hade hingsten Tom Hal, en blåskimmelfärgad hingst född 1806, som såldes till en ranchägare i Kentucky stort inflytande på alla de tre raserna. Tom Hal var dessutom en extremt uthållig häst som hjälpte sin ägare att vinna ett vad genom att bära honom 126 km tvärs över delstaten Kentucky på enbart en dag, mellan soluppgång och solnedgång och sedan resan tillbaka igen dagen efter. 
Men den kanadensiska pacern fick aldrig någon större framgång, mycket på grund av utvecklingen av de nya hästraserna i USA och senare när vagnshästarna mer eller mindre försvann efter bilens utveckling.  Idag finns inte Narragansett Pacer längre och enbart ett fåtal kanadensiska pacers finns registrerade.

## Egenskaper
Den kanadensiska pacern var en häst som ofta ratades på grund av hästens huvud som man ansåg var alldeles för stort till den slanka, atletiska kroppen och ögonen var små. Men hästarna vann på sin styrka och uthållighet. Narragansett pacern hade gett fria höga rörelser och fullblodet gav snabbhet. 
Idag är den kanadensiska pacern mest använd som ridhäst eller boskapshäst på rancher i Kanada och USA men antalet är lågt och efterfrågan liten. 